# 31854 Darshanashah
31854 Darshanashah este o planetă minoră (asteroid) din centura de asteroizi. A fost descoperită pe 9 martie 2000 la Experimental Test Site⁠(d) de Lincoln Near-Earth Asteroid Research. 
Obiectul prezintă o orbită caracterizată de o semiaxă mare de 2,2368782 UAi, o excentricitate de 0,11, o înclinație de 2,01817 ° în raport cu ecliptica.